# 1891 год в истории железнодорожного транспорта
1891 год в истории железнодорожного транспорта

## События

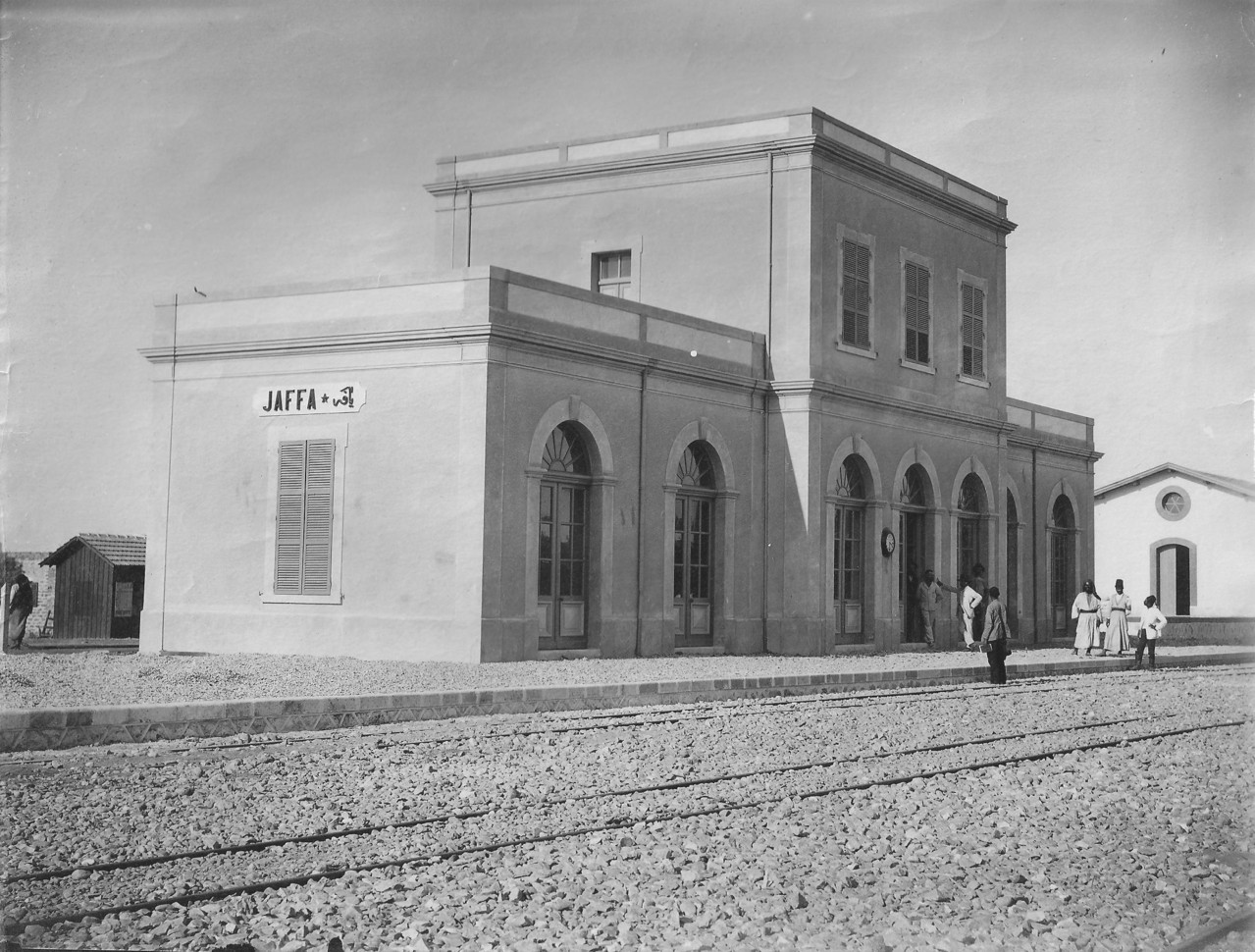
Вокзал в Яффе в 1891 году

- 31 мая — в Куперовской пади близ Владивостока официально начато строительство Транссиба. На церемонии присутствовал цесаревич Николай Александрович, будущий император Николай II.
- В России разработаны первые «Правила содержания и употребления подвижного состава».[1]
- На территории Тайваня проложена первая узкоколейная железная дорога.[1]

## Новый подвижной состав
- Выпущен первый в России танк-паровоз с конденсацией пара — тип 44 Коломенского завода.

## Персоны

### Родились
- 10 июля — Серге́й Петро́вич Сыромя́тников, инженер-теплотехник, учёный в области паровозостроения, академик АН СССР, заслуженный деятель науки и техники РСФСР. Основоположник научного проектирования паровозов.